# Tétrahydrobioptérine
La tétrahydrobioptérine, BH4 est un cofacteur dans la synthèse du monoxyde d'azote. Elle est également essentielle dans la conversion de la phénylalanine en tyrosine grâce à l'enzyme phénylalanine-4-hydroxylase ; la conversion de la tyrosine en lévodopa grâce à l'enzyme tyrosine hydroxylase ; et la conversion du tryptophane en 5-Hydroxytryptophane via la tryptophane hydroxylase.
Il en existe un dérivé pharmacologique, administrable, la saproptérine (dénomination commune internationale), ou encore daproptérine,

## Importance clinique
Un défaut dans la production de BH4 et/ou un défaut dans l'enzyme dihydroptéridine réductase (DHPR) provoque une hyperphénylalaninémie, avec les mêmes symptômes qu'en cas dephénylcétonurie, aussi bien que des dystonies sensibles à la dopamine.
Ce cofacteur permet, en se couplant à une enzyme, la nitric oxide synthase (NOS), la formation de monoxyde d'azote (NO), composé qui a un rôle important en biologie humaine, intervenant notamment dans la vasomotricité (constriction ou dilatation des vaisseaux sanguins).
Le diabète sucré induit un déficit du BH4 en favorisant la dégradation de la guanosine triphosphate cyclohydrolase-1.
Lors d'un rétrécissement aortique, il permettrait de limiter la calcification des valves.

## Synthèse
La tétrahydrobioptérine est synthétisée à partir de la guanosine triphosphate via deux composés intermédiaires. L'enzyme clé est la Guanosine triphosphate cyclohydrolase-1.
Le BH4 peut être secondairement oxydé en dihydrobioptérine (BH2), ce dernier perdant ses propriétés de cofacteur. La dihydrofolate réductase permet, par ailleurs, la conversion de la dihydrobioptérine en BH4, maintenant un rapport BH4/BH2 stable.

## Utilisation en tant que traitement
Le BH4 étant instable aux températures usuelles, un dérivé, épimère actif, a été fabriqué, la saproptérine, utilisée dans certaines formes de phénylcétonurie. 